# Deuxième extrait d'un volume de Rêves
Le deuxième extrait d'un volume de Rêves est un récit onirique de Xavier Forneret imprimé en janvier 1846 par Romand. Il suit la parution de l'œuvre perdue Premier extrait d’un volume de Rêves, publiée en janvier 1845.

## Analyse

### Publication
Un volume de Rêves est annoncé le 17 décembre 1843 par le biais d'un article dans la Revue de la Côte d'Or. La Chronique de Bourgogne du 21 janvier 1844 annonce ensuite un retard dans la publication, qui prendra finalement la forme de deux « extraits » imprimés distinctement à un an d'intervalle. Forneret se justifie de cette scission à travers une annonce parue dans la Chronique de Bourgogne du 14 décembre 1845 et la Revue de la Côte d'Or du 25 décembre 1845 et reproduite en avant-propos du Deuxième extrait d'un volume de Rêves : 

« Vu le grand nombre d'actualités à présent surannées par un Temps constamment agité contre leur apparition, attendu ces actualités vieillies qui forment beaucoup de pages d'un volume de M. Xavier Forneret, intitulé RÊVES, plusieurs extraits seulement de ce volume paraîtront prochainement à distance indéterminée l'un de l'autre, chez M. Romand, Imprimeur à Beaune, qui en fera don aux personnes auxquelles ils conviendra d'aller s'inscrire sur une liste approuvée par l'auteur. »

### Postérité
Le Deuxième extrait d'un volume de Rêves est généralement considéré comme l'« ultime incursion dans les terres du pur onirisme » de Forneret, parfois même comme son « dernier bon texte » tout court.

## Éditions modernes
- Contes et récits, édition intégrale établie par Jacques Rémy Dahan, Paris, José Corti, coll. « Collection romantique n°43 », 1994, 414 p. (ISBN 2-7143-0501-6), p. 311-336
- Écrits complets : (1836-1880) – Aphorismes, contes et récits, roman, vie quotidienne, édité par Bernadette Blandin, vol. 2, Dijon, Les Presses du réel, février 2013, 800 p. (ISBN 978-2-84066-488-8)